# سعید هدایت
 سعید هدایت از سیاستمداران ایرانی بود، که در دوره نوزدهم بعنوان نماینده زنجان و در دوره بیستم بعنوان نماینده تهران در مجلس شورای ملی حضور داشت. وی قائم‌مقامی دبیرکل حزب مردم را برعهده داشت و از جمله افرادی بود که اموالشان بر اساس قانون حفاظت و توسعه صنایع ایران مصادره شد.